# Notocaryoplana bigermaria
Notocaryoplana bigermaria är en plattmaskart som beskrevs av Lanfranchi 1969. Notocaryoplana bigermaria ingår i släktet Notocaryoplana och familjen Otoplanidae. Inga underarter finns listade i Catalogue of Life.